# Loi sur le logement de 1949
 (décembre 2024).
Si vous disposez d'ouvrages ou d'articles de référence ou si vous connaissez des sites web de qualité traitant du thème abordé ici, merci de compléter l'article en donnant les références utiles à sa vérifiabilité et en les liant à la section « Notes et références ».
La loi sur le logement de 1949 (en anglais : Housing Act of 1949) est une loi américaine étendant le rôle du gouvernement fédéral en matière d'assurance hypothécaire et de construction de logements sociaux. Elle faisait partie du Fair Deal, une reforme du président des États-Unis Harry S. Truman.
Le projet des Cabrini–Green Homes (en) à Chicago sont par exemple un des résultats de cette loi.